# حي وادي الذهب
حي وادي الذهب (بالإنجليزية:  Wady Aldahab neighbourhood )‏ أحد أكبر أحياء حمص يقع جنوب مدينة حمص السورية.

## التقسيم الإداري
يتبع الحي لمدينة حمص، وينقسم إلى عدة أحياء (ضاحية الوليد، ضاحية الوليد سكن شعبي، مساكن الشرطة، حي الورود، وادي الذهب، شارع الخضري)

### ضاحية الوليد
تقع غربي الحي مطلة على أوتستراد طريق حمص دمشق الدولي، تتميز بنوعين من الأبنية (أربعة طوابق رمادية اللون مخصصة للعسكريين، وأربعة طوابق بيضاء اللون مخصصة للمدنيين)، ويصل عدد سكانه إلى 20 ألف نسمة تقريبا.

### ضاحية الوليد سكن شعبي
منطقة سكن شعبي (مخالفات)، تم تنظيمها في عام 2018، ويبلغ عدد سكانها حوالي 45 ألف نسمة، ويوجد فيها معظم المدارس. وتقع بين مساكن ضاحية الوليد(غرب) وأوتستراد الأهرام(شرق) وتفرع طريق الشام(شمال). وتتألف من 26 شارع وكل شارع يتألف من أربع امتدادات. ومنازلها مؤلفة من ثلاثة أو أربعة طوابق.

### حي الورود
حي سكني حديث مكون من أبنية طابقية (أربعة طوابق)، يقع جنوب الحي، وهو أحدث أحياء الحي إنشاءً، ويصل عدد سكانه إلى 8 آلاف نسمة تقريباً.

### مساكن الشرطة
حي سكني قديم تم بناؤه في السبعينات، ويشتهر بلون أبنيته البرتقالية، مكون من حوالي 60 بناء تقريباً، وكان يتبع لحي عكرمة.

## تاريخ تأسيس الحي
كان الحي في الأصل أراضي زراعية، تشتهر بزراعة القطن ونسبة لذلك سمي بوادي الذهب (القطن هو الذهب الأبيض في المجتمع السوري)، وفي بداية الستينات قبيل ثورة الثامن من آذار قام ملاك الأراضي من الإقطاع ببيعها لعدد من الأشخاص حتى لا يتم تأميمها، وبعد ذلك انتشرت فيها الأبنية وتوسعت بسرعة كبيرة.

## شوارع الحي

### الشوارع الرئيسية
طريق الشام (غرب) - تفرع طريق الشام ( شمال) - أوتستراد الأهرام (وسط) - شارع محمد الخضري (شرق) - طريق تدمر القديم (جنوب).

### الشوارع التجارية
- شارع محمد الخضري.
- أوتستراد الأهرام.

## التعليم
يضم الحي مؤسسات تعليمية حكومية وخاصة وخيرية، إضافة لمعاهد خاصة لتعليم الفنون والموسيقى ورياض الأطفال.
- في المرحلة الابتدائية: مدرسة يعرب علي العبد الله (أبي ذر الغفاري سابقا)، مدرسة أحمد صالح عيسى (ضاحية الوليد سابقا)، مدرسة عيسى سلهب، مدرسة جميل سرحان، مدرسة محمود سلوم بالاضافة إلى مدرسة فداء علي الخطيب.
- في المرحلة الإعدادية: مدرسة رشاد رشيد للبنات، مدرسة أحمد عارف للذكور، مدرسة سعيد عاقل للذكور، مدرسة الخوارزمي للإناث.
- في المرحلة الثانوية: مدرسة عبد الوهاب الأسعد للبنات، مدرسة حمدان محفوض للذكور، مدرسة جابر بن حيان للذكور، مدرسة محمود درويش للإناث. مدرسة مجد عيسى عنقا للإناث.مدرسة سليمان الحلبي: ثانوية مهنية وصناعية، مدرسة يعرب حديدي: ثانوية تجارية للبنات.
- بعض المدارس الخاصة: معهد المعرفة، مدرسة الفيصل الخاصة.
- معاهد تعليم عالي: معهد الصناعات التطبيقية بحمص.

## المرافق والأماكن المشهورة
- مستوصف وادي الذهب الحكومي.
- مستوصف محمود سلوم للصحة المدرسية.
- مشفى جمعية النهضة العربية.
- مشفى المالك للجراحة التجميلية.
- مسجد أمير المؤمنين علي بن أبي طالب.
- شركة الفوسفات - فرع حمص.
- إدارة التجنيد في حمص.
- مقسم وادي الذهب: مقسم الاتصالات لجنوب حمص.
- كراج حمص الجنوبي: كراج الانطلاق والوصول إلى قرى حمص الجنوبية، دمشق وريف دمشق الشمالي.
- المدينة الرياضية، ونادي النصر (درجة رابعة).

## خلال الحرب السورية
تعرض الحي لاستهدافات كبيرة بالصواريخ وقذائف الهاون، كان أشهرها تفجيرات شارع الخضري والذي راح ضحيته أكثر من 400 شهيد مدني وأدى لانهيار عدد من البيوت (ثلاثة تفجيرات مواقتة).
- تفجيرات حمص 2015
- شاهد على يوتيوب تفجير إرهابي في شارع الخضري.